# リチャード・マイヤー

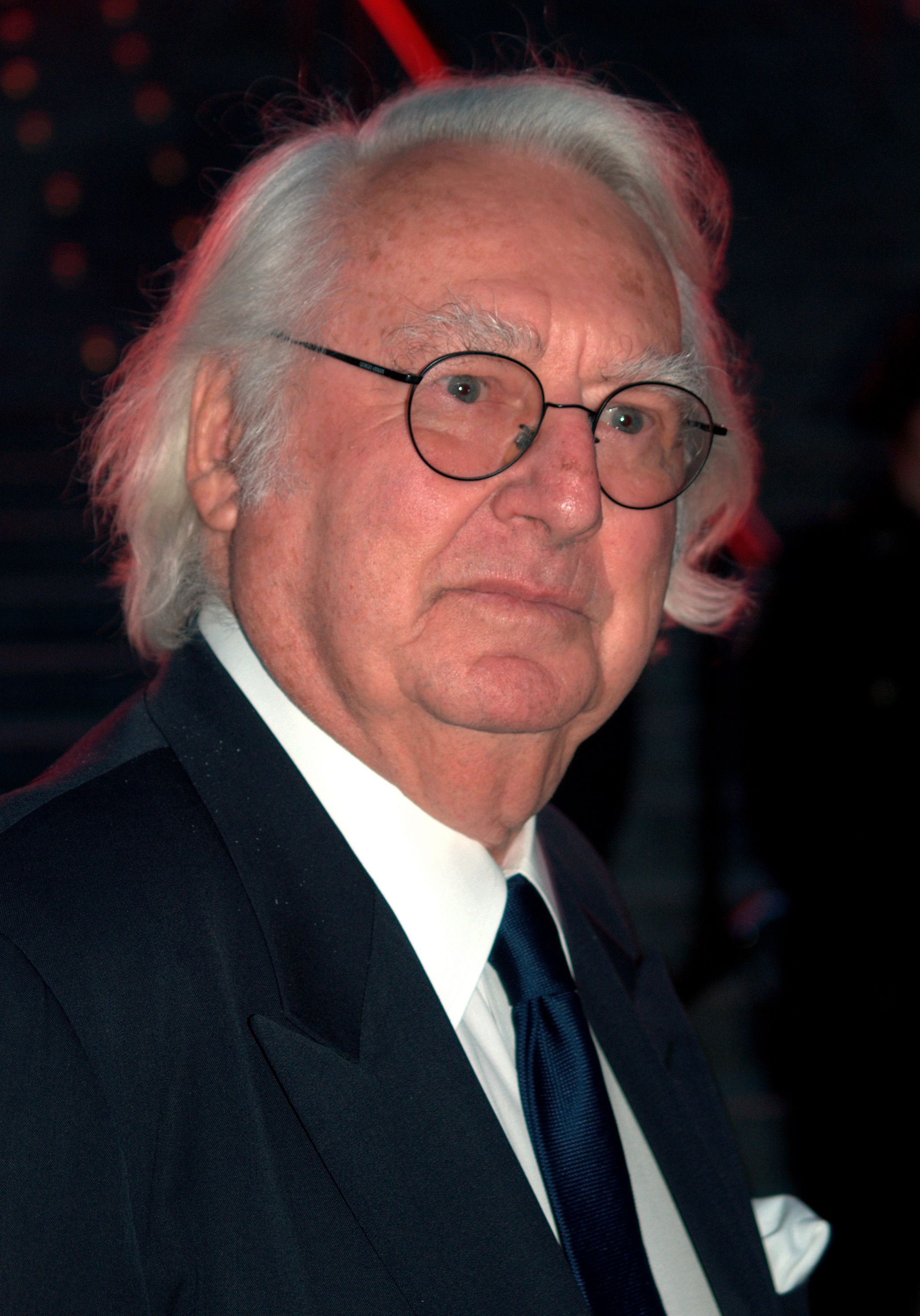
Richard Meier 2009.

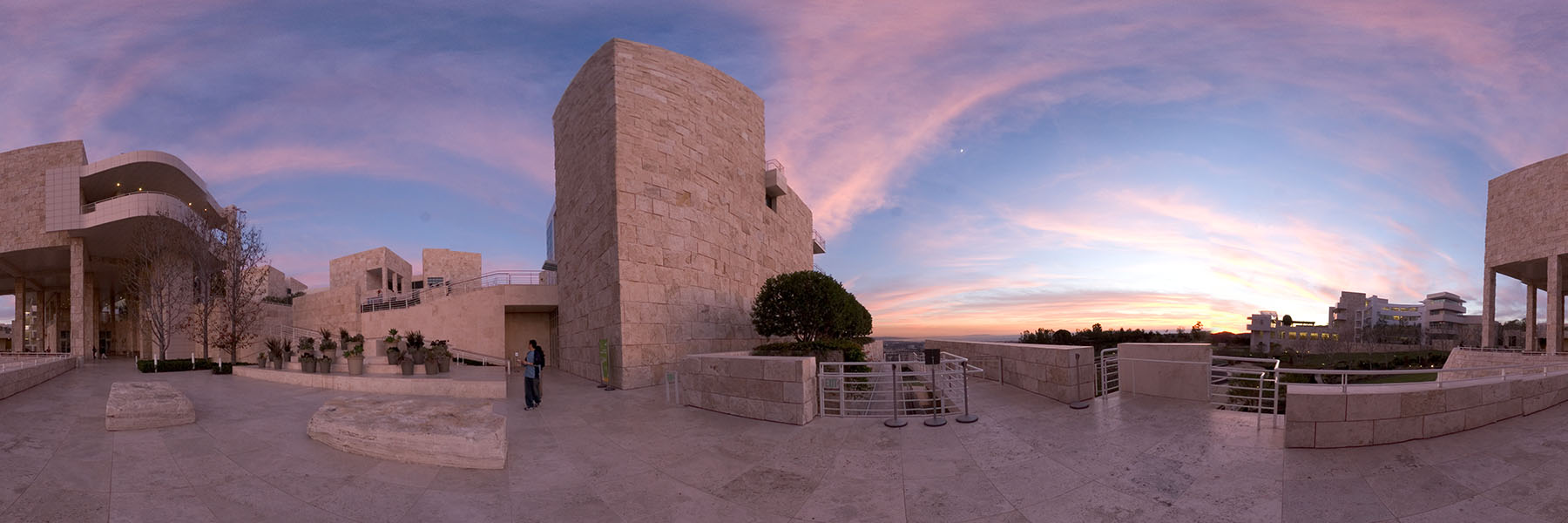
ゲッティーセンター

リチャード・マイヤー（Richard Meier, 1934年10月12日 - ）は、アメリカ合衆国の建築家。ニュージャージー州ニューアーク生まれ。

## 人物
白色の使用がトレードマークであり、ル・コルビュジエの作風に最も近い建築家の一人とされる。世界的に見ても、槇文彦・谷口吉生などと並び、純粋なモダニズム建築家として知られる。
1957年にコーネル大学で建築学の学士号をとった後、SOMで短期間働いた。その後マルセル・ブロイヤーの下で3年間働き、1963年に自身の事務所を構えた。
1969年にニューヨーク近代美術館で行われたアーサー・ドレクスラー企画による純粋なモダニズムの建築家5人を特集した展覧会で取り上げられ、この展覧会を元にした1972年の書籍『Five Architects』によって「ニューヨーク・ファイブ」というモダニズム建築家グループの一員と見られるようになった。マイヤーのほかには、チャールズ・グワスミー、ピーター・アイゼンマン、マイケル・グレイブス、ジョン・ヘイダックがこのグループに含まれている。
1984年にプリツカー賞を受賞。ロサンゼルスの美術館、ゲッティ・センターの設計で広く人気を博した。

## 作品
- ハイ美術館（1983年、アトランタ）
- フランクフルト工芸博物館（1985年、フランクフルト）
- カナル・プラス本社ビル（1992年、パリ）
- ウルム市展示・会議センター（1983年、ウルム）
- バルセロナ現代美術館（1995年、バルセロナ）
- テレビとラジオの博物館（1995年、ビバリーヒルズ）
- ガゴージアン・ギャラリー（1995年、ビバリーヒルズ）
- ハーグ市庁舎と図書館（1995年、ハーグ）
- ラチョフスキー美術館（1996年、ダラス）
- ゲッティーセンター（1997年、ロサンゼルス）
- サンドラ・デイ・オッコーナー連邦裁判所（2000年）
- ザ・パークハウス晴海タワーズ（2012年、東京）

## 受賞
- プリツカー賞
- 高松宮殿下記念世界文化賞